# Тайра
Тайра (лат. Eira barbara) — вид хищных млекопитающих из семейства куньих (Mustelidae), распространённых в Центральной и Южной Америке. Образует отдельный род и является близкой родственницей европейских куниц (Martes).

## Внешний вид
По телосложению тайры напоминают хорьков, однако значительно более крупные. Их туловище стройное и вытянутое, конечности относительно короткие. Густая и короткая шерсть окрашена в тёмно-коричневый цвет, при этом голова несколько светлее, чем остальное тело, а на горле в большинстве случаев находится жёлтое или белое пятно. Есть и отдельные более светлые фенотипы, у которых шерсть более серебристая, а голова темнее. Хвост у тайр длинный и пушистый.
Многие особи достигают в длину 60—70 см, к которым добавляются от 38 до 47 см длины хвоста. Вес этих животных составляет от 4 до 5 кг.

## Распространение
Тайры живут в Центральной и Южной Америке. Их ареал тянется от юга Мексики до Парагвая и севера Аргентины. Основной сферой обитания являются прежде всего тропические леса.

## Поведение
Тайры активны главным образом в ночное время и встречаются как на земле, так и на деревьях. Они хорошо лазают и умеют преодолевать немалые расстояния прыжками; к тому же они — хорошие пловцы. На ночь устраиваются в дуплах деревьев или используют покинутые логова других животных. Иногда просто прячутся в высокой траве.
О социальном поведении тайр существует различные сведения. Их встречают как поодиночке, так и в парах или в небольших семейных группах. Тайры всеядны, но основную часть их пищи составляют мелкие млекопитающие. Они охотятся на грызунов, таких как колючешиншилловые, на зайцев или небольших мазам. К их добыче относятся также птицы, беспозвоночные, любят есть фрукты (иногда тайры наносят ущерб плантациям бананов).
По окончании беременности, длящейся до 70 дней, самка рождает на свет по два детёныша. На втором месяце жизни они открывают глаза и отвыкают от молока в возрасте до трёх месяцев. В неволе эти животные живут до 18 лет.

## Тайры и люди
Тайры являются объектом охоты. Некоторым коренным народам удалось приручить тайр для того, чтобы бороться с вредителями-грызунами в поселениях. В отличие от завезённых куниц, тайры не проникают в курятники и не убивают птиц. В большинстве регионов Южной Америки тайра является самым распространённым хищником. Её можно нередко увидеть, так как она не боится людской близости. Однако мексиканский подвид E. b. senex в последнее время стал редким и стоит под угрозой исчезновения.